# WWF北美重量級冠軍
WWF北美重量級冠軍（英語：WWF North American Heavyweight Championship），是隸屬於世界摔角娛樂的前身，也就是世界摔角聯盟的一冠軍項目。世界摔角聯盟於1979年成立，於1981年退役。